# Vantoux-et-Longevelle
Vantoux-et-Longevelle is een gemeente in het Franse departement Haute-Saône (regio Bourgogne-Franche-Comté) en telt 156 inwoners (2011). De plaats maakt deel uit van het arrondissement Vesoul.

## Geografie
De oppervlakte van Vantoux-et-Longevelle bedraagt 9,8 km², de bevolkingsdichtheid is 15,9 inwoners per km².
De onderstaande kaart toont de ligging van Vantoux-et-Longevelle met de belangrijkste infrastructuur en aangrenzende gemeenten.

## Demografie
Onderstaande figuur toont het verloop van het inwonertal (bron: INSEE-tellingen).